# Morabetino

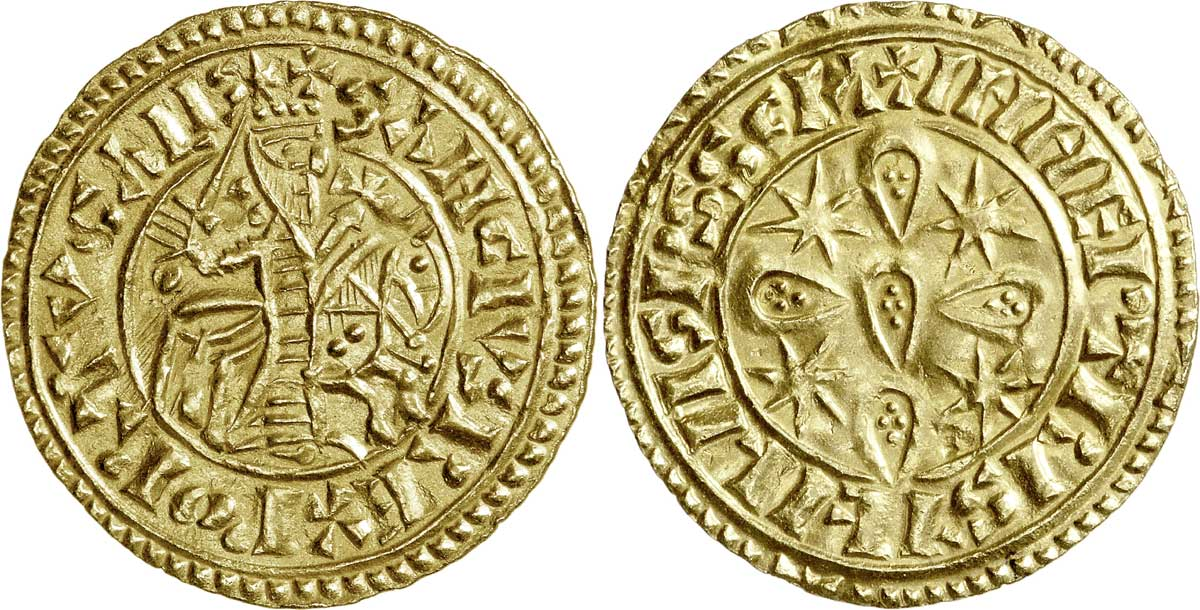
Morabetino, Sancho I (1185-1211)

El morabetino era una moneda de oro de origen almorávide utilizado por los reinos hispánicos durante la Edad Media en transacciones de relevancia. En el caso de la moneda portuguesa fue acuñada durante los reinados de Alfonso I (1139-1185), Sancho I (1185-1211) y Alfonso II (1211-1223).

## Etimología
El morabetino portugués al igual que el Maravedí español está emparentado con el dinar de oro de Al-Ándalus. El nombre deriva del término por el que se conocía en Europa al grupo bereber de los Almorávides (en árabe: المرابطونal-Murābiṭūn‎, singular en árabe: مرابط‎‎, romanizado: Murābiṭ).

## El morabetino medieval
Parece existir consenso en considerar el dinar de oro de 4 gramos de peso y ley de 985 milésimas utilizado durante la segunda mitad del siglo XI por los almorávides de la península ibérica como el precedente inmediato de esta moneda. Su uso se había hecho frecuente en los reinos cristianos como moneda de uso corriente en transacciones comerciales. La taifa almorávide de Murcia acuña dinares de 3,88 gramos con la misma ley de contenido metálico a la que los cristianos llamaban morabetinos lupinos en referencia al Rey Lobo murciano. Esta moneda comienza a fluir por León y Castilla desde principios del siglo XII y se verá interrumpida por la llegada de almohades. Los sistemas monetarios tradicionales (libra, sueldo y dinero), acuñados siempre en plata y vellón, van quedando supeditados ante la presencia de estas piezas de oro. Habrá en circulación diferentes tipos, según su procedencia, como morabetinos marinos o melikis, los morabetinos mercantes o los morabetinos aiares a los que hay que sumar los anteriormente mencionados morabetinos lupinos.

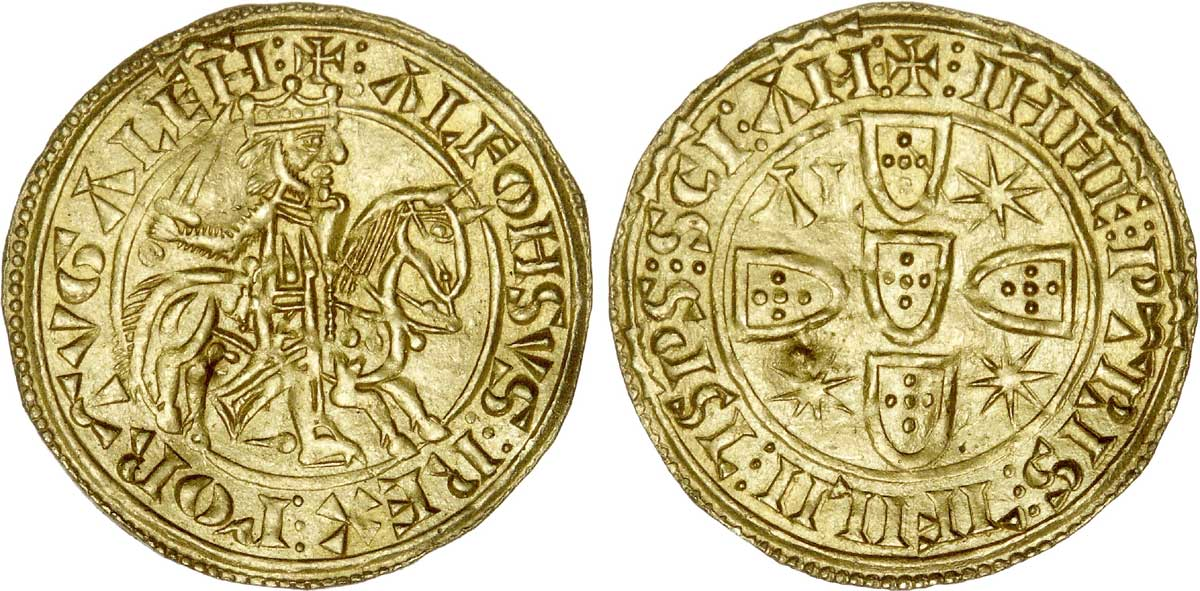
Morabetino, Alfonso III (1248-1279)

### León
El pago de las parias efectuado por los musulmanes peninsulares al reino de León favorece la presencia de gran cantidad de oro aquí desde mediados del siglo XII. Será entonces cuando el sueldo leonés, hasta entonces, junto a la libra, moneda principal de cuenta, adopte un valor más secundario incluso como divisor del morabetino que va desplazando a la libra en su papel principal. Este morabatino viene a valer del orden de 8 sueldos en enero de 1205 pagándose, a su vez, 16 dineros por sueldo en enero de 1214.

### Castilla
El origen de su utilización se situaría en la taifa almorávide de Murcia del Rey Lobo cuyas relaciones con Alfonso VIII de Castilla habrían propiciado un uso extendido por el resto de reinos peninsulares. Desaparecida la taifa murciana con la ocupación almohade de 1172, el rey castellano empezó a emitir en Toledo, entre 1173 y 1218, los morabetinos alfonsinos que exigieron gran cantidad del metal aurífero.

### Portugal
En Portugal solo se acuñaron pocas monedas de oro con dicho nombre y, a diferencia de lo que ocurrió en España, no se utilizó como unidad de cuenta. No obstante en la literatura numísmatica antigua suelen aparecer clasificados junto con los Maravedís. Además, el morabetino portugués, a diferencia de los primeros maravedíes castellanos, no mostraba caracteres árabes ni seguía el aniconismo musulmán. Estas monedas muestran al rey de Portugal montado a caballo y el escudo portugués. La representación del rey montando a caballo seguramente sirvió más tarde de inspiración para monedas similares, que fueron acuñadas posteriormente en diversos países europeos.
El primer morabetino fue probablemente acuñado ya con Alfonso I (1139-1185) y muestra una rudimentaria representación del rey montado a caballo y las quinas (o escudetes azules) portuguesas. En el reverso se encuentra grabado el texto, en parte abreviada, la fórmula trinitaria de In Nomine Patris, et Filii, et Spiritus Sancti, Amen. Solo existe constancia de la existencia de cuatro ejemplares de los atribuidos a Alfonso I desde principios del siglo XIX. En años recientes se ha constatado en tres de dichas monedas el origen americano del oro, por lo que deben de tratarse de falsificaciones no anteriores al siglo XVI.
Los morabetinos de Sancho I de Portugal (1185-1211) y Alfonso II de Portugal (1211-1223) presentan variaciones mínimas de arte.
Un morabetino con la representación de Alfonso III de Portugal (1248-1279) subastado en Francia en 2007 se considera una pieza única que no llegó a circular. En ella se reproduce los motivos de la moneda del reinado de Sancho I, pero con un arte mucho más refinado. El rey presente en el anverso porta una armadura y figura la leyenda en mayúsculas "Alfonso, rey de Portugal". El reverso presenta también la fórmula trinitaria, mientras que los cinco escudetes (de las quinas) se encuentran dispuestos en forma de cruz presentando cada uno cinco puntos, una representación ya muy semejante a la moderna.

### Navarra
La presencia de esta moneda como unidad de cuenta en el Reino de Navarra se hace notar durante los reinados de Sancho VI el Sabio y Sancho VII el Fuerte. A finales del siglo XIII y mediados del siglo XIV cada pieza de oro equivalía a 8 y 11 sueldos de sanchetes navarros mientras que las de plata se cotizaban a 6 dineros.

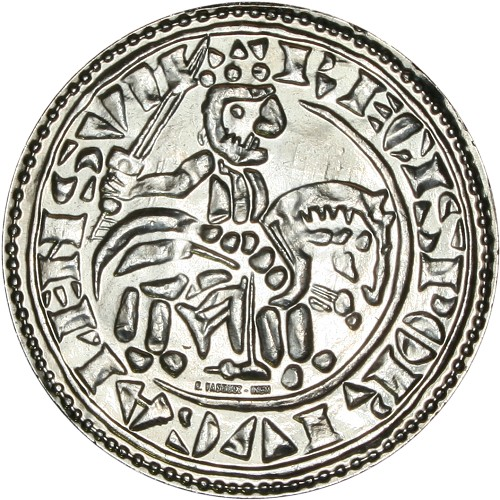
Moneda de 1,50 euros, motivo Sancho I (2009)

## Moneda conmemorativa de 2009
En el año 2009 Portugal acuñó con motivo de la serie “Tesoros numismáticos de Portugal” monedas de 1 1⁄2 Euros con la reproducción de un Morabetino antiguo de Sancho I. La moneda conmemorativa tiene un diámetro de 26,5 mm y está hecha de cuproníquel. 
Al mismo tiempo se emitió una moneda de Bullion de oro con el mismo valor nominal y motivo, el material de la moneda es oro de 24 quilates,  con un peso de 10,37 gramos y con idéntico diámetro de 26,5 mm. Dicha moneda tuvo una tirada de 2.500 ejemplares.

## Biblioteca
- Mínguez Martínez, Julio (2011). «Moneda medieval en el Reino de León. Análisis de términos monetarios en la documentación del archivo de la catedral de León (711 - 1252)». Ab Initio: Revista digital para estudiantes de Historia 2 (Extra 1): 11-67. ISSN 2172-671X. Consultado el 7 de mayo de 2023.
- Mozo Monroy, Manuel (2014). «Estudio y catalogación de los morabetinos arábigos monolingües y bilingües labrados en Castilla durante los reinados de Alfonso VIII, Enrique I y Fernando III». Revista Numismática OMNI (Extra 1): 165-186. ISSN 2104-8363. Consultado el 7 de mayo de 2023.
- Ramírez Vaquero, Eloísa (2001). «La moneda y su circulación durante la Restauración de la monarquía: de García Ramírez a Sancho VII el Fuerte». La moneda en Navarra. Gobierno de Navarra, Departamento de Educación y Cultura. pp. 97-119. ISBN 84-95746-06-9. OCLC 49688971. Consultado el 7 de mayo de 2023.
- Roma Valdés, Antonio (2010). Emisiones monetarias leonesas y castellanas de la Edad Media organización, economía, tipos y fuentes. A. Roma. ISBN 978-84-614-1268-6. OCLC 733586201. Consultado el 7 de mayo de 2023.